# Блонський Павло Петрович
Павло́ Петро́вич Бло́нський (14 травня (26 травня) 1884, Київ —  15 лютого 1941, Москва) — російський радянський психолог і педагог українського походження, активний діяч народної освіти в СРСР.

## Біографія
Походить із роду Блонських.
Закінчивши історико-філологічний факультет Київського університету (був учнем О. М. Гілярова), з 1908 провадив викладацьку і наукову роботу. Брав активну участь в будівництві радянської школи, в перебудові шкільної освіти в СРСР. З кінця 1917 року Блонський перебував на керівній роботі в органах народної освіти; був професором ряду московських вузів. Розробляв переважно питання пам'яті, мислення, мови та дитячої психології.
Блонський першим виступив з критикою ідеалістичної психології і закликав до побудови психології на основі марксистської філософії, на його науковій і практичній діяльності позначився вплив педології та біхевіоризму.